# Антверпен — Жемеп-сюр-Самбр (етиленопровід)
Антверпен — Жемеп-сюр-Самбр (етиленопровід) — продуктопровід у Бельгії, призначений для транспортування етилену.
З 1949 року на майданчику компанії Solvay у Жемеп-сюр-Самбр відбувалось продукування полівінілхлориду. Первісно необхідний для цього мономер отримували з використанням ацетилену, проте вже у 1969-му перейшли на новий метод на основі етилену. Постачання цього олефіну організували з Антверпену, куди в свою чергу етилен первісно надходив по трубопроводу з нідерландського Тернезену, де працювала установка парового крекінгу компанії Dow Chemical. В подальшому тернезенський майданчик сам перейшов до імпорту етилену, а необхідний для Жемеп-сюр-Самбр продовжили постачати з самого Антверпену, де сформувався олефіновий хаб (етиленопроводи Роттердам — Антверпен, RC-2, ARG) та наявні піролізні виробництва компаній BASF і Benelux FAO.
Виконаний в діаметрі 150 мм етиленопровід до Жемеп-сюр-Самбр має довжину 118 км та прокладений на глибині 0,9 метра.
Станом на початок 2000-х трубопровід забезпечував продукування 260 тисяч тонн мономеру вінілхлориду. У другій половині 2010-х розпочали проект розширення ще на 200 тисяч тонн.